# Nore (Noorwegen)
Nore is een kleine plaats in de Noorse gemeente Nore og Uvdal, provincie Buskerud. Tot 1962 was het ook een zelfstandige gemeente. Het dorp ligt langs de gesloten spoorlijn Numedalsbanen en aan het Norefjord. 

## Staafkerk

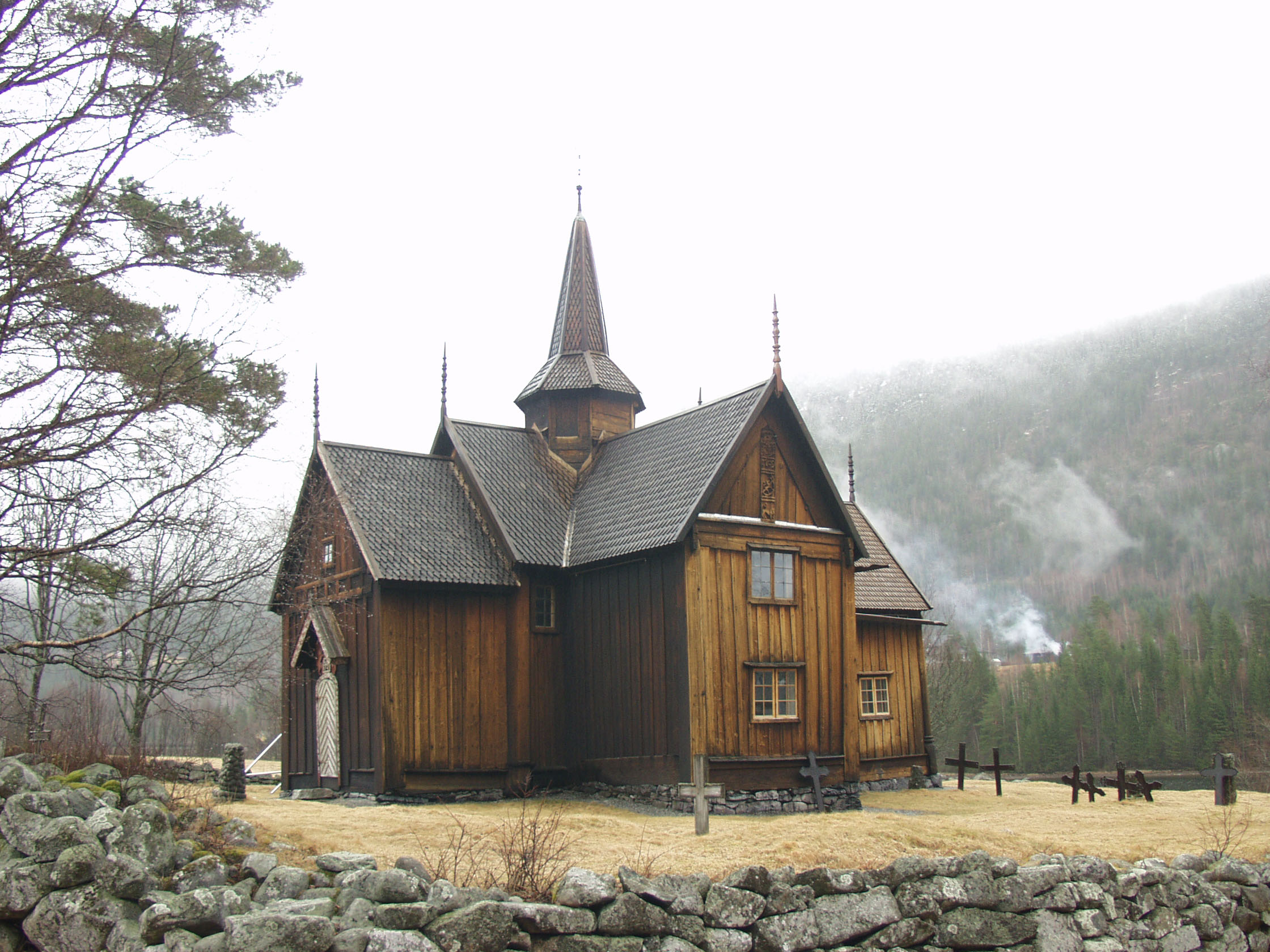
Foto: J.P. Fagerback

Het dorp heeft een zeer oude staafkerk. De precieze bouwdatum is niet bekend, aangenomen wordt dat de kerk dateert uit de twaalfde eeuw. Het huidige uiterlijk van de kerk is achttiende-eeuws.